# 蔡婷婷
蔡婷婷，香港資深編劇，現為香港無綫電視編審。1986年加入無綫電視任職編劇，此後多次重返無綫電視任職。蔡婷婷1990年代曾在亞洲電視任職編劇、編審及2012-2015年在香港電視網絡任職編審。

## 編審／編劇列表

### 電視劇（無綫電視）
- 1987年：《黃金十年》編劇
- 1999年：《布袋和尚》編審（與張華標合作）、《金玉滿堂》編審（與陳靜儀合作）
- 2000年：《無業樓民》編審+編劇、《FM701》編審(與林少枝、趙靜蓉合作）
- 2002年：《烈火雄心II》編審+編劇（與黃偉強合作）
- 2003年：《九五至尊》編審+編劇（與陳靜儀合作）
- 2004年：《棟篤神探》編審+編劇（與林少枝合作）
- 2005年：《妙手仁心III》編審+編劇（與周旭明合作）
- 2006年：《法證先鋒》編審+編劇（與陳靜儀合作）
- 2008年：《與敵同行》編審+編劇
- 2008年：《法證先鋒II》編審+編劇（與陳靜儀合作）
- 2009年：《老友狗狗》編審+編劇（與梁敏華合作）
- 2011年：《法證先鋒III》編審+編劇（與梁敏華合作）
- 2012年：《護花危情》編審+編劇（第1至15集編審，后离巢。其餘集數由梁詠梅完成）
- 2017年：《心理追兇 Mind Hunter》編審+編劇（與冼少玲、李綺華合作）
- 2018年：《再創世紀》編審（與冼少玲合作）
- 2020年︰《殺手》編審（與冼少玲合作）
- 2021年：《陀槍師姐2021》編審（與冼少玲合作）
- 2023年：《旁觀者》編審（與馮日進合作）

### 電視劇（亞洲電視）
- 1990年：《最佳才子》編劇
- 1991年：《乖女也瘋狂》編審+編劇、《觸電情緣》編審+編劇
- 1994年：《郎心如鐵》（又名《失落真心》）編審
- 1995年：《法外英雄》編審+編劇、《殭屍道長》編審
- 1996年：《我和春天有個約會》編審+編劇
- 1997年：《天長地久》編審+編劇

### 電視劇（香港電視網絡）
- 2015年：《三面形醫》編審+編劇

### 電影
- 1991年：《豪門夜宴》
- 1992年：《家有囍事》
- 1993年：《紙盒藏屍之公審》